# Зруч на Сазави
Зруч на Сазави (чеш. Zruč nad Sázavou) град је у Чешкој Републици. Град се налази у управној јединици Средњочешки крај, у оквиру којег припада округу Кутна Хора.

## Становништво
Према подацима о броју становника из 2014. године град је имао 4.799 становника.